# Wilhelm Altenloh
Karl Wilhelm Altenloh, född 25 juni 1908 i Hagen, död 24 februari 1985 i Hagen, var en tysk promoverad jurist och SS-Sturmbannführer. Under andra världskriget var han mellan 1941 och 1943 kommendör för Sicherheitspolizei (Sipo) och Sicherheitsdienst (SD), i Bezirk Bialystok.

## Biografi
Wilhelm Altenloh studerade rättsvetenskap vid universiteten i Heidelberg, München och Bonn. År 1931 promoverades han till juris doktor vid Erlangens universitet efter att ha disputerat på en avhandling i handelsrätt, Die Kapitalerhöhung einer Aktiengesellschaft ohne Ausgabe neuer Aktien.
År 1933 blev Altenloh medlem i Sturmabteilung (SA) och Nationalsocialistiska tyska arbetarepartiet (NSDAP). Två år senare, 1935, anställdes han vid Geheime Staatspolizeiamt (Gestapa), som var en av föregångarna till Reichssicherheitshauptamt (RSHA), Nazitysklands säkerhetsministerium. Samma år utträdde han ur Tysklands evangeliska kyrka. I februari 1940 utnämndes Altenloh till Gestapo-chef i Allenstein.

### KdS i Bezirk Bialystok
Den 22 juni 1941 anföll Tyskland sin tidigare bundsförvant Sovjetunionen och inledde Operation Barbarossa. I augusti samma år inrättades Bezirk Bialystok och Altenloh utsågs då till kommendör för Sicherheitspolizei (säkerhetspolisen) och Sicherheitsdienst (säkerhetstjänsten), Kommandeur der Sicherheitspolizei und des SD (KdS), i detta område.

### Efter andra världskriget
År 1967 dömdes Altenloh av Landgericht Bielefeld till åtta års fängelse för medhjälp till mord på minst 10 000 personer från bland annat Białystok och Grodno.

## Befordringshistorik
| Datum           | Tjänstegrad                                               |
| --------------- | --------------------------------------------------------- |
| 9 november 1938 | SS-Hauptsturmführer (inträdde i SS med denna tjänstegrad) |
| 20 januari 1939 | SS-Sturmbannführer                                        |